# Ages
Ages este al patrulea album al liderului din Tangerine Dream, Edgar Froese. A fost lansat în 1978 și este de fapt un dublu LP. 

## Tracklist

### Disc 1
1. "Metropolis" (11:00)
2. "Era of The Slaves" (8:05)
3. "Tropic of Capricorn" (21:06)

### Disc 2
1. "Nights of Automatic Women" (9:00)
2. "Icarus" (9:07)
3. "Childrens Deeper Study" (4:21)
4. "Ode to Granny A" (4:39)
5. "Pizzaro and Atahuallpa" (7:30)
6. "Golgatha and The Circle Closes" (8:30)

- Toate compozițiile au fost scrise de Edgar Froese